# برت اسپروستون
برت اسپروستون (به انگلیسی: Bert Sproston) بازیکن فوتبال زادهٔ ۲۲ ژوئن ۱۹۱۵ اهل کشور انگلستان بود که سابقهٔ بازی در تیم ملی فوتبال انگلستان را در کارنامهٔ خود دارد. وی در تاریخ ۱۷ اکتبر ۱۹۳۶ نخستین بازی ملی خود را در مقابل تیم ملی فوتبال ولز انجام داد و با حضور در ۱۱ بازی ملی، در تاریخ ۹ نوامبر ۱۹۳۸ واپسین بازی ملی‌اش را در برابر تیم ملی فوتبال نروژ برگزار کرد.